# Lerista anyara
Lerista anyara — вид сцинкоподібних ящірок родини сцинкових (Scincidae). Ендемік Австралії. Описаний у 2019 році.

## Поширення і екологія
Lerista anyara відомі з типової місцевості, розташованої на плато Кімба в національному парку Олкола, на півострові Кейп-Йорк в штаті Квінсленд. Вони живуть в сухих ріколіссях, що ростуть на піщаних ґрунтах.